# Negrera
Negrera è una frazione del comune italiano di Pinarolo Po, nella provincia di Pavia, in Lombardia.
Dista 1,6 chilometri dal capoluogo comunale. Nella frazione risiedono 32 abitanti, dei quali 16 sono maschi e 16 femmine.
Già comune autonomo, fu poi aggregato a Corvino San Quirico, e infine unito a Pinarolo Po nel 1871.
A Negrera è situata una torre a pianta quadrata risalente al XVI secolo, nota come "torretta di Negrera", annessa a un cascinale agricolo posticcio, poco fuori dal centro abitato. La presenza nelle vicinanze di resti di torri della medesima tipologia lascia supporre l'esistenza di un sistema di avvistamento e difesa del centro abitato.